# آندریا بودوچووا
آندریا بودوچووا (انگلیسی: Andrea Budošová؛ زادهٔ ۱۵ مهٔ ۱۹۸۰) بازیکن فوتبال اهل اسلواکی است.
از باشگاه‌هایی که در آن بازی کرده‌است می‌توان به باشگاه فوتبال اسلاویا پراگ اشاره کرد.
وی همچنین در تیم ملی فوتبال Slovakia بازی کرده‌است.